# Historischer Kappesmarkt in Raesfeld
Der Historische Kappesmarkt in Raesfeld ist ein jährlich stattfindender Markt in Raesfeld mit überregionaler Bedeutung.

## Geschichte
Der Historische Kappesmarkt kann auf eine langjährige Tradition verweisen, die jedoch nicht mehr exakt überliefert ist. Der erste wirklich organisierte Kappesmarkt fand zu Beginn des 20. Jahrhunderts statt. Bis vor dem Zweiten Weltkrieg wurde er auf Allerseelen terminiert, nach dem Zweiten Weltkrieg wurde er vorerst abgesetzt. 1985 wurde der Kappesmarkt wieder eingesetzt und findet seitdem meist am Wochenende nach Allerheiligen statt. 
Im Laufe der Zeit, insbesondere in den 90er Jahren, erfreute sich der Markt immer höherer Popularität. 

## Angebotene Waren
Kultobjekt des Kappesmarkts ist – wie der Name schon verrät – der Kappes. Darüber hinaus findet der Besucher sehr viele Kohl- und Krautarten. Die Anbieter und Verkäufer des Marktes kommen aus den verschiedensten Regionen Deutschlands und bieten ihre heimatlichen Spezialitäten an.
Darüber hinaus hat sich das Angebot in den vergangenen Jahren immer weiter vergrößert. In einigen Bereichen des Marktes zeigen verschiedene Gruppen handwerkliche Arbeiten aus früherer Zeit; auch die Katholische Landjugendbewegung ist immer mit einem Stand vertreten. Darüber hinaus werden alle erdenklichen Waren eines Marktes angeboten: Von Textilien über Bücher bis hin zu Tonartikeln. Ebenso sind viele Imbissstände vertreten.
Kinder und Jugendliche nutzen den Kappesmarkt ebenfalls immer öfter, um etwas Profit zu erzielen, indem sie das sogenannte Kappestaxi anbieten. Ausgestattet mit Wagen bieten sie den Besuchern des Marktes so an, die eingekauften Waren gegen ein kleines Entgelt oder eine Spende direkt zum Auto zu transportieren und gegebenenfalls zu verstauen. Umgekehrt wird dieser Service von den Besuchern auffallend häufig in Anspruch genommen.

## Bedeutung
Der Kappesmarkt kann einen großen Bekanntheitsgrad aufweisen, der deutlich über die Gemeindegrenzen von Raesfeld hinausgeht. So präsentieren sich häufig die angrenzen Kreise selbst auf dem Kappesmarkt. Die Anbieter reisen teilweise von sehr weit entfernt an, regelmäßig trifft man sogar Anbieter aus Süddeutschland und Tirol auf dem Markt, die ihre Spezialitäten anpreisen.
Auch die Besucher – jährlich mehrere tausend – kommen oft aus weiterer Entfernung zu dem Markt. Besonders ist hierbei die Beliebtheit des Marktes bei den Bewohnern des Ruhrgebiets zu erwähnen. So kommen auffallend viele Leute aus den Kreisen Recklinghausen, Wesel sowie aus Herne, Gelsenkirchen, Bottrop, Essen oder Oberhausen.

## Weblink
- http://www.kappesmarkt-raesfeld.de